# Benbow (Schiff, 1914)
Die Benbow, auch HMS Benbow, war ein Schlachtschiff der Iron-Duke-Klasse, das in den 1910er-Jahren für die Royal Navy gebaut wurde. Während des Ersten Weltkrieges war sie Teil der Grand-Fleet und beteiligte sich an der Skagerrakschlacht. Nach dem Krieg wurde die Benbow der Mittelmeerflotte zugeteilt. Gemäß dem Londoner Flottenvertrag wurde sie 1929 ausgemustert und anschließend abgewrackt.

## Geschichte
Die Benbow wurde am 30. Mai 1912 in Glasgow auf Kiel gelegt, am 12. November 1913 vom Stapel gelassen und am 7. Oktober 1914 für den Einsatz im 4. Schlachtgeschwader der Grand Fleet in Dienst gestellt.
Am 10. Dezember löste sie Dreadnought als Flaggschiff des 4. Geschwaders ab. Am 23. und 24. Dezember führten das 4. und das 2. Geschwader nördlich der Hebriden Geschützübungen durch. Am folgenden Tag lief die gesamte Flotte zu einem Einsatz in der Nordsee aus, der am 27. Dezember endete.
Am Abend des 23. Januar lief der größte Teil der Grand Fleet von Scapa Flow aus, um Beattys Schlachtkreuzer zu unterstützen, waren jedoch zu weit entfernt, um am folgenden Tag am Gefecht auf der Doggerbank teilnehmen zu können. Vom 7. bis zum 10. März unternahm die Grand Fleet eine Aufklärungsfahrt in der nördlichen Nordsee, bei dem sie Übungsmanöver durchführte. Vom 17. bis zum 19. April fanden Patrouillenfahrten statt, gefolgt von Geschützübungen vor den Shetland-Inseln am 20. und 21. April. Vom 17. bis zum 19. Mai und vom 29. bis zum 31. Mai unternahm die Grand Fleet Vorstöße in die zentrale Nordsee, ohne auf deutsche Schiffe zu stoßen. Vom 11. bis zum 14. Juni führte die Flotte erneut Geschütz- und Gefechtsübungen westlich von Shetland durch. Vom 2. bis zum 5. September unternahm die Flotte eine weitere Fahrt in der Nordsee, bei der sie Geschützübungen durchführte und verbrachte den Rest des Monats mit zahlreichen Trainingsübungen. Vom 13. bis zum 15. Oktober unternahm das Schiff zusammen mit dem Großteil der Grand Fleet einen weiteren Einsatz in der Nordsee. Fast drei Wochen später, vom 2. bis zum 5. November, nahm die Benbow an einer weiteren Flottenübungsoperation westlich von Orkney teil. In der Nacht zum 25. März verließen die Benbow und der Rest der Flotte Scapa Flow, um Beattys Schlachtkreuzer bei dem Angriff auf den deutschen Zeppelinstützpunkt in Tønder zu unterstützen. Als sich die Grand Fleet am 26. März dem Gebiet näherte, hatten sich die britischen und deutschen Streitkräfte bereits getrennt und ein starker Sturm bedrohte die kleineren Schiffe, so dass die Flotte den Befehl erhielt, zur Basis zurückzukehren. Am 21. April führte die Grand Fleet ein Ablenkungsmanöver vor Horns Riff durch, um es der Kaiserlich Russischen Marine zu ermöglichen, ihre Minenfelder in der Ostsee neu zu verlegen. Am 24. April kehrte die Flotte nach Scapa Flow zurück, erhielt dort neuen Proviant, neue Munition und neue Kohle und stach erneut in Richtung der englischen Ostküste in See, da man aufgrund von Geheimdienstberichten einen Angriff der Deutschen auf Lowestoft befürchtete, aber erst in dem Gebiet ankam, nachdem sich die Deutschen bereits zurückgezogen hatten.

### Skagerrakschlacht
In dem Versuch, einen Teil der Grand Fleet aus ihren Häfen zu locken und zu vernichten, verließ die deutsche Hochseeflotte, bestehend aus 16 Schlachtschiffen, sechs Einheitslinienschiffen und weiteren Schiffen, am frühen Morgen des 31. Mai Wilhelmshaven. Der Plan sah vor, dass Hipper mit den Schlachtkreuzern der 1. und den Leichten Kreuzern der 2. Aufklärungsgruppe Wilhelmshaven verlassen und nach Norden außer Sichtweite der dänischen Küste vorstoßen würde. Dort sollte er durch Angriffe auf die Küstenstädte ein Auslaufen von britischen Schiffen provozieren und sie in die Richtung der Hochseeflotte locken. Die nachrichtendienstliche Abteilung der britischen Admiralität (Room 40) hatte den deutschen Funkverkehr mit den Operationsplänen abgefangen und entschlüsselt. Daraufhin befahl die Admiralität Jellicoe und Beatty, noch in der Nacht mit der Grand Fleet von Scapa Flow, Cromarty und Rosyth auszulaufen, um die Hochseeflotte abzuschneiden und zu vernichten.

Manöver der britischen (blau) und deutschen (rot) Flotte vom 31. Mai bis 1. Juni 1916

Die ersten Kämpfe begannen am Nachmittag und fanden vor allem zwischen britischen und deutschen Schlachtkreuzern statt. Nachdem sich jedoch gegen 18:00 Uhr die Grand Fleet Hippers Schlachtkreuzern genähert hatte, gab Jellicoe fünfzehn Minuten später den Befehl, in Schlachtformation zu gehen. Um 18:30 Uhr eröffnete die Benbow das Feuer, aber ihre Kanoniere wurden häufig durch schlechte Sicht behindert, sodass ihre beiden vorderen Geschütztürme in den nächsten zehn Minuten nur zwölf Salven abfeuerten, ohne einen Treffer zu landen. Kurz darauf versuchten deutsche Torpedoboote, die Besatzung des Kleinen Kreuzers Wiesbaden zu retten, der zwischen den gegnerischen Flotten außer Gefecht gesetzt worden war. Da es für die Briten so aussah, als würden sie einen Angriff starten, eröffneten die Benbow und mehrere andere Schlachtschiffe um 19:09 Uhr das Feuer. Trotz des Beschusses durch acht Schlachtschiffe wurde keines der Torpedoboote getroffen. Zwischen 19:17 Uhr und 19:25 Uhr wehrte die Benbow und drei weitere Schlachtschiffe einen Angriff von mehreren Torpedobooten ab, die einen Angriff auf die britische Linie gestartet hatten. Nach dem Angriff der deutschen Torpedoboote zog sich die Hochseeflotte zurück, und die Benbow sowie der Rest der Grand Fleet kamen in der Schlacht nicht mehr zum Einsatz.

### Anschließende Aktivitäten
Die Grand Fleet lief am 18. August aus, um die Hochseeflotte auf ihrem Vormarsch in die südliche Nordsee aus dem Hinterhalt anzugreifen, aber eine Reihe von Fehlmeldungen hinderte Jellicoe daran, die deutsche Flotte abzufangen, bevor sie in den Hafen zurückkehrte. Zwei Leichte Kreuzer wurden während der Operation von deutschen U-Booten versenkt, was Jellicoe zu der Entscheidung veranlasste, die größeren Einheiten der Flotte südlich von 55° 30' Nord nicht zu riskieren, da es dort viele deutsche U-Boote und Minen gab. Die Admiralität stimmte dem zu und legte fest, dass die Grand Fleet nicht ausrücken würde, es sei denn, die deutsche Flotte versuchte eine Invasion Großbritanniens oder es bestand die große Möglichkeit, dass sie unter geeigneten Bedingungen zu einem Gefecht gezwungen werden könnte. Am 22. April 1918 fuhr die Hochseeflotte zum letzten Mal nach Norden, um einen Konvoi nach Norwegen abzufangen, musste aber zwei Tage später umkehren, nachdem der Schlachtkreuzer Moltke einen Maschinenschaden erlitten hatte. Die Grand Fleet lief am 24. April von Rosyth aus, als die Operation entdeckt wurde, konnte die Deutschen aber nicht mehr einholen.

### Nachkriegszeit
Nach dem Ende des Krieges wurde die Benbow der Mittelmeerflotte als Teil des 4. Schlachtgeschwaders zugewiesen. Während des Russischen Bürgerkriegs wurde sie ins Schwarze Meer abkommandiert, um die Intervention der Entente-Mächte zu unterstützen. Ende Januar 1920 wurde die Benbow von Istanbul nach Noworossijsk entsandt. Dort löste die Iron Duke ab. Am 1. Februar wurde sie Flaggschiff von Konteradmiral Michael Culme-Seymour. Kurz darauf wurden Männer des Schiffes zur Inspektion der Stellungen der Weißen Armee auf der Halbinsel Kertsch entsandt. Im Juni erhielt die Benbow den Befehl, nach Istanbul zurückzukehren, wo sich die Mittelmeerflotte konzentrierte, um die griechischen Streitkräfte während des Griechisch-Türkischen Krieges zu unterstützen. Am 5. Juli verließ die Benbow mit mehreren anderen Schiffen Istanbul, um in Gemlik Royal Marines anzulanden und den Hafen bis zur Ankunft von griechischen Truppen zu sichern.
Im Februar 1921 führten die Benbow, die King George V und mehrere Zerstörer Übungen im Marmarameer durch. 1922 wurde das Schiff auf Malta überholt. Von September bis Oktober nahm es an weiteren Operationen gegen türkische Truppen teil. Am 1. November 1924 wurde das 4. Schlachtgeschwader zum 3. Schlachtgeschwader umnummeriert und im März 1926 der Atlantikflotte zugewiesen. Am 12. Mai 1928 wurde sie zum Flaggschiff des Geschwaders und löste die Iron Duke ab, die einer größeren Überholung unterzogen wurde. Die Benbow nahm im März 1929 an kombinierten Manövern die Mittelmeer- und Atlantikflotte teil und wurde anschließend ausgemustert. Im September 1930 wurde die Benbow von der Marineliste gestrichen und im Januar 1931 an Metal Industries zum Abwracken verkauft.

## Technik

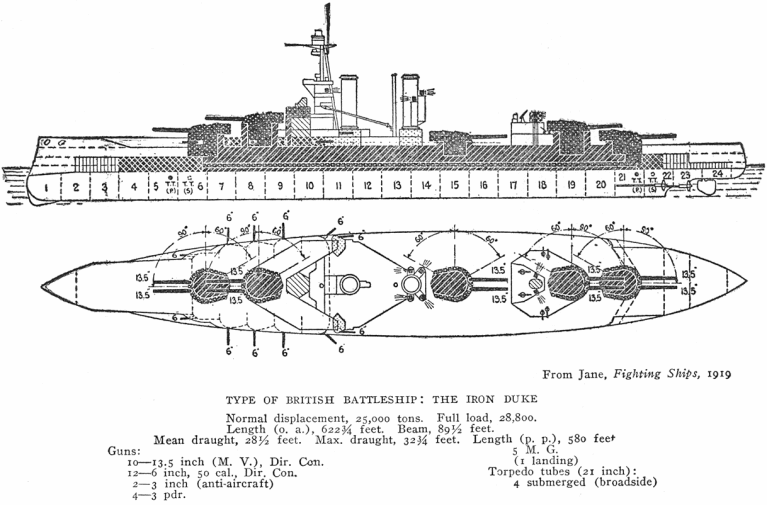

Das Schiff hatte eine Gesamtlänge von 189,80 m, eine Breite von 27,40 m und einen Tiefgang von 8,99 m. Die Verdrängung lag zwischen 25.401 t und 30.030 t.

### Antrieb
Das Schiff war mit vier Parsonsturbinen ausgestattet, die jeweils eine Welle antrieben und insgesamt 29.000 Shp (22.000 kW) entwickelten, mit denen sie eine Höchstgeschwindigkeit von 21,2 Knoten (39,4 km/h) erreichte. Der Dampf wurde von achtzehn Babcock & Wilcox-Wasserrohrkesseln geliefert. Das Schiff konnte maximal 3302 t Kohle oder 1066 t Heizöl mitführen, was ihm bei 10 Knoten (19 km/h) eine Reichweite von 7.800 Seemeilen (14.446 km) ermöglichte. Die Besatzung des Schiffes bestand aus 995 Offizieren und Mannschaft in Friedenszeiten und aus 1022 im Krieg.

### Bewaffnung
Die Hauptbewaffnung der Benbow bestand aus zehn 343-mm-Geschützen in fünf Zwillingsgeschütztürmen, die alle auf der Mittellinie montiert waren. Die Geschütze waren auf Mk-II**-Lafetten mit einem Seitenrichtbereich von 30° bis 150° montiert. Die Kanonen selbst wogen 76 t und hatten bei einer maximalen Elevation von 20° und einer Mündungsgeschwindigkeit von 759 m/s eine Reichweite von 21.710 m. Sie verschossen 635 kg schwere Granaten mit einer Kadenz von etwa zwei Schuss pro Minute. Die Kanone verschoss eine Vielzahl von Geschossen, darunter auch hochexplosive und panzerbrechende Munition. Die Geschütze wurden mit MD45-Treibladungen mit einem Gewicht von 135 kg geladen. Damit konnten die Geschosse bei einer Reichweite von 9.144 m bis zu 318 mm Krupp-Zementstahl durchschlagen.
Die Sekundärbewaffnung bestand aus zwölf 152-mm-Geschützen, die in Kasematten im Rumpf um die vorderen Aufbauten herum angeordnet waren. Die Geschütze waren auf Mk-PVII-Lafetten mit einem Seitenrichtbereich von −80 bis +80 Grad montiert. Die Kanonen selbst wogen 7,5 t und hatten bei einer maximalen Elevation von 20° und einer Mündungsgeschwindigkeit von 784 m/s eine Reichweite von 13.350 m. Sie verschossen 45 kg schwere Granaten mit einer Kadenz von etwa fünf bis sieben Schuss pro Minute. Die Geschütze wurden mit MD26-Treibladungen mit einem Gewicht von 10,5 kg versehen, womit die Geschosse bei einer Reichweite von 2.740 m 51 mm Krupp-Zementstahl durchschlagen konnten. Zur Verteidigung gegen Torpedoboote hatte das Schiff vier 47-mm-3-Pfünder-Hotchkiss-Schnellfeuergeschütze und zur Flugabwehr zwei 76-mm-Schnellfeuergeschütze in den Aufbauten achtern. Die Kanonen hatten einen Seitenrichtbereich von 360° und ein Gewicht von 1 t. Bei einer maximalen Elevation von 45° und einer Mündungsgeschwindigkeit betrug die Reichweite 9.970 m. Die Kanone verschoss 5,67 kg schwere Granaten mit einer Kadenz von 12 bis 14 Schuss pro Minute. Zusätzlich war die Marlborough mit vier versenkten 533-mm-Torpedorohren ausgestattet, zwei auf jeder Breitseite. Sie verschoss Mk-II-Torpedos mit einem 234 kg schweren Sprengkopf. Er hatte bei einer Geschwindigkeit von 31 kn (57 km/h) eine Reichweite von 9.830 m.

### Panzerung
Die Benbow hatte einen Panzergürtel aus Krupp-Zementstahl, der sich von der vorderen Barbette bis zur Barbette achtern erstreckte. Mittschiffs war 305 mm dick und verjüngte sich zum Bug und Heck auf 102 mm. Darüber verlief ein 203 mm dicker Plankengang über die gleiche Länge wie der Hauptgürtel. Die Barbetten waren über dem Oberdeck an den Außenflächen 254 mm und an den Innenflächen 228 mm dick. Unter dem Oberdeck verjüngten sie sich auf 203 und 101 mm. Die Geschütztürme waren rundherum mit 280 mm und auf den Dächern mit 76 mm gepanzert. Das Schiff hatte drei gepanzerte Decks mit einer Dicke von 25 bis 65 mm.